# Стефані Цвейг
Стефані Цвейг (нім. Stefanie Zweig; 19 вересня 1932, Леобшюц, провінція Верхня Сілезія — 25 квітня 2014, Франкфурт-на-Майні) — німецька письменниця.

## Біографічні дані
Провела дитинство в Кенії, куди 1938 року єврейська родина Цвейг втекла, зіткнувшись із нацистськими переслідуваннями, єврейська родина Цвейг втекла до Кенії. Стефані жила а фермі, пізніше вона відвідувала англійську школу-інтернат у тодішній британській колонії.
Після Другої світової війни родина повернулася до Німеччини в 1947 році. Стефані Цвейг відвідувала школу Шиллера у Франкфурті-на-Майні, закінчила середню школу в 1953 році.
З 1959 року працювала редактором відділу культури Abendpost/Nacht у Франкфурті, де з 1963 по 1988 рік відповідала за фейльєтони. Однак, оскільки в Німеччині вона сумувала за країною свого дитинства, вона стала записувати свої переживання та враження і створила кілька автобіографічних романів, які стали бестселерами.
Стефані Цвейг жила як незалежний автор у Франкфурті-на-Майні та регулярно писала статті для Frankfurter Neue Presse. Тираж її книг перевищував 7,5 мільйонів примірників.
Померла у 2014 році у віці 81 року. Могила знаходиться на Новому єврейському кладовищі у Франкфурті-на-Майні.

## Творчість
Її перший африканський роман, A Mouthful of Earth, був опублікований 1980 року, а нова редакція під назвою Vivian and a Mouth of Earth — у 2001 році. В романі з автобіографічними рисами зображено перше кохання головної героїні Вівіан до хлопчика з народу кікуйу. Вівіан втекла до Африки разом із батьком під час Другої світової війни, майже не пам’ятає Німеччини та бачить своїм домом кенійську ферму Ол’Джоро Орок. Вона добре знайома зі звичаями народу кікую і у віці восьми років вже розмовляє трьома різними мовами: кікую, суахілі та німецькою. Читач росте разом з Вівіан на фермі, знайомиться з її друзями, ворогами та родиною. Ви дізнаєтесь багато нового про африканські звичаї та традиції. Коли Вівіан зрештою мусить повернутися до Німеччини, стає зрозумілим її незахищеність і відчуття, що вона видірвана від коріння. Книга увійшла до короткого списку Німецької молодіжної книжкової премії . У 1995 році була відзначена Скляним глобусом Королівського голландського географічного товариства.
Її автобіографічний роман «Ніде в Африці» вийшов у 1995 році. Вона дала героям вигадані імена. Роман був екранізований Керолайн Лінк через шість років, і фільм отримав Оскара у 2003 році як найкращий фільм іноземною мовою.
Її роман «Десь у Німеччині», продовження «Ніде в Африці», описує життя після повернення героїні на батьківщину.
У своїй автобіографії «Nowhere was home: My life on two continents from 2012» авторка задокументувала всю свою сімейну історію в листах і власних щоденникових записах — від свого народження у Верхній Сілезії до сьогодення.

## Нагороди
- Орден «За заслуги перед Федеративною Республікою Німеччина» (1993).

## Твори
- Eltern sind auch Menschen. Fischer, Frankfurt am Main 1978, ISBN 3-439-78103-8.
- Großeltern hat jeder. Herold, Stuttgart 1979, ISBN 3-7767-0192-7.
- In gute Hände abzugeben. Herold, Stuttgart 1980, ISBN 3-7767-0193-5.
- Ein Mundvoll Erde. Union Verlag, Stuttgart 1980, ISBN 3-8139-5356-4; Neuauflage: dtv, München 1994, ISBN 3-423-07833-2.
- Neubearbeitung: Vivian und ein Mund voll Erde. Langen Müller, München 2001, ISBN 3-7844-2842-8.
- Setterhündin entlaufen … Hört auf den Namen Kathrin. Herold, Stuttgart 1981, ISBN 3-7767-0264-8.
- Die Spur des Löwen. Langen Müller, München 1981, ISBN 3-414-10670-1.
- Schnitzel schmecken nicht wie Schokolade. Herold, Stuttgart 1982 ISBN 3-7767-0370-9.
- Nirgendwo in Afrika. Langen Müller, München 1995, ISBN 3-7844-2802-9.
- Irgendwo in Deutschland. Langen Müller, München 1996, ISBN 3-7844-2578-X.
- Hund sucht Menschen. Lentz, 1996, ISBN 3-88010-403-4.
- … doch die Träume blieben in Afrika. Langen Müller, München 1998, ISBN 3-7844-2697-2.
- Der Traum vom Paradies. Langen Müller, München 1999, ISBN 3-7844-2741-3.
- Katze fürs Leben. Langen Müller, München 1999, ISBN 3-7844-2655-7.
- Mit Reinhold Prandl: Bum sucht eine Familie. Lentz, München 1999, ISBN 3-88010-466-2 (Kinderbuch).
- Karibu heißt willkommen. Langen Müller, München 2000, ISBN 3-7844-2801-0.
- Wiedersehen mit Afrika. Langen Müller, München 2002, ISBN 3-7844-2894-0.
- Owuors Heimkehr. Erzählungen aus Afrika. Langen Müller, München 2003, ISBN 3-7844-2913-0.
- Es begann damals in Afrika. Langen Müller, München 2004, ISBN 3-7844-2963-7.
- Und das Glück ist anderswo. Langen Müller, München 2007, ISBN 3-7844-3027-9.
- Nur die Liebe bleibt. Langen Müller, München 2006, ISBN 3-7844-3051-1.
- Das Haus in der Rothschildallee. Langen Müller, München 2007, ISBN 3-7844-3103-8.
- Die Kinder der Rothschildallee. Langen Müller, München 2009, ISBN 3-7844-3158-5.
- Heimkehr in die Rothschildallee. Langen Müller, München 2010, ISBN 978-3-7844-3240-3.
- Neubeginn in der Rothschildallee. Langen Müller, München 2011, ISBN 978-3-7844-3268-7.
- Nirgendwo war Heimat: Mein Leben auf zwei Kontinenten. Langen Müller, München 2012, ISBN 978-3-7844-3310-3 (Autobiographie aus Briefen und Tagebuchaufzeichnungen).